# Lược sử Dubai
Sau đây là dòng thời gian về lịch sử của thành phố Dubai, Các Tiểu vương quốc Ả Rập Thống nhất.

## Trước thế kỷ 20
- 1787 - Pháo đài Al Fahidi được xây dựng (ngày gần đúng).
- 1833
  - Dubai được dẫn dắt bởi "các giáo sĩ Al bu Falasah của bộ tộc Bani Yas",[1] độc lập với tiểu vương quốc Abu Dhabi.
  - Ubaid bin Saeed và Maktoum bin Buti Al Maktoum là những người cai trị (chung) đầu tiên.
- 1836 - Ubaid bin Saeed qua đời. Maktoum bin Buti trở thành người cai trị duy nhất.[2]
- 1852 - Saeed bin Shakhbut Al Maktoum trở thành người cai trị Dubai.
- 1859 - Hushur bin Maktoum trở thành người trị vì Dubai.
- 1865 - Nhóm người Bania từ Ấn Độ bắt đầu đến Dubai.[3]
- 1886 - Rashid I Maktoum trở thành người cai trị Dubai.
- 1892 - "Những người cai trị của khu Bờ biển đình chiến ký hiệp ước bảo hộ độc quyền với Vương quốc Anh."[4]
- 1894 - Maktoum II bin Hushur trở thành người cai trị Dubai.[5]
- 1896 - Nhà Saeed Al Maktoum được xây dựng.[6]

## Thế kỷ 20
- 1904-1903
  - Dubai trở thành "cảng chính của khu Bờ biển đình chiến."[3]
  - Trường Al- thành lập.[3]
- 1904 - Công ty hàng hải hơi nước Anh-Ấn Độ bắt đầu dịch vụ đi đến thường xuyên với Dubai.[7]
- 1906 - Butti bin Sohail trở thành người cai trị Dubai.
- 1912 - Saeed II bin Maktoum trở thành người cai trị Dubai.
- 1929
  - 15-18 tháng 4: Mani bin Rashid trở thành người thống trị Dubai một thời gian ngắn.
  - "Sự sụp đổ của ngành công nghiệp ngọc trai."[3]
- 1934 - Thành lập căn cứ không quân của Anh. [3]
- 1938 - "Phong trào cải cách kinh tế/chính trị" Majlis xảy ra.[3]
- 1939 - Majlis al Tujjar (ủy ban thương gia) được thành lập.[3]
- 1941 - Bưu điện Dubai được mở.[8]
- 1946 - Tháng 10: Ngân hàng Hoàng gia Ba Tư (trở thành Ngân hàng Anh ở Trung Đông, sau đó là HSBC) được mở tại Dubai.[8]
- 1948 - Tranh chấp biên giới Abu Dhabi-Dubai.[9]
- 1949
  - 15 tháng 7: Mohammed bin Rashid Al Maktoum, người trị vì hiện tại của Dubai, sinh ra ở Shindaga.
- 1950 - "Thăm dò dầu khí" bắt đầu ở khu vực Dubai.[10]
- 1952 - Lãnh sự quán Iran được thành lập.[11]
- 1953 - Mặt trận Quốc gia (nhóm chính trị chống Anh) được thành lập.[12]
- 1956
  - 1 tháng 6: Lực lượng cảnh sát Dubai thành lập tại Naif Fort.
- 1957 -  Khu tự quản Dubai được thành lập.[13]
- 1958
  - 9 tháng 9: Rashid bin Saeed Al Maktoum trở thành người cai trị Dubai khi cha của ông là ông Saul Saeed qua đời.[9]
- 1959
  - Nạo vét lạch Dubai.[14]
  - Sân bay Dubai khai trương.[15]
  - DNATA (Cơ quan Du lịch Hàng không Quốc gia Dubai) được thành lập.
- 1961 - 7 tháng 4: MV Dara phát nổ và chìm khỏi bờ biển Dubai, khiến 238 người thiệt mạng.
- 1962 - Dân số: 55.000 (ước tính).[16]
- 1963
  - 23 tháng 5: Cầu Al Maktoum khánh thành.[17]
- 1965
  - 15 tháng 5: Đường băng nhựa khai trương tại Sân bay Quốc tế Dubai.
- 1966 - Mỏ dầu Fateh được phát hiện ngoài khơi ở vùng lân cận Dubai.[1]
- 1967 - Sở thú Dubai mở cửa.[18]
- 1968
  - 18 tháng 2: Sheikh Zayed và Sheikh Rashid đồng ý liên minh tại Argoub El Sedirah.
- 1969 - Dubai TV bắt đầu phát sóng.[19]
- 1971
  - 10 tháng 7: Hội đồng cai trị các bang đình chiến đồng ý về Liên minh.
  - 2 tháng 12: Sáu quốc gia bờ biển đình chiến bao gồm Dubai tạo thành Các Tiểu vương quốc Ả Rập Thống nhất.[20]
  - Câu lạc bộ Dubai Country[17] và Bảo tàng Dubai được thành lập.
- 1972
  - Tháng 2: Ras Al Khaimah gia nhập Các Tiểu vương quốc Ả Rập Thống nhất.Bản mẫu:Relevance inline
  - 5 tháng 10: Cảng Rashid khánh thành.[1]
- 1973
  - Dubai bỏ tiền Qatari Riyal và chấp nhận sử dụng tiền Dirham.[1]
- 1975
  - Đường hầm Al Shindagha và công viên Safa[17] mở cửa.
  - Ngân hàng Hồi giáo Dubai được thành lập.[21]
  - 5 tháng 5: Nghị định của Sheikh Rashid thành lập Dubai Aluminium - Dubal.
  - Arabtec Holding PJSC tham gia kinh doanh.[22]
- 1976 - Cầu Al Garhoud mở.
- 1977 - Kênh Dubai 33 bắt đầu phát sóng.
- 1978
  - 16 tháng 4: Báo Khaleej Times bằng tiếng Anh bắt đầu xuất bản.[23]
  - Tháng 9: Gulf News bắt đầu xuất bản.
  - Trung tâm thương mại thế giới Dubai được xây dựng.
  - Sản xuất dầu tại mỏ dầu Falah bắt đầu.[24]
- 1979
  - 26 tháng 2: Nữ hoàng Elizabeth II khánh thành Nhà máy khử muối Dubai.
  - Sheikh Mohammed kết hôn với Sheikha Hind.
  - Sản xuất dầu tại mỏ dầu Rashid bắt đầu.[24]
  - Công ty nhôm Dubal bắt đầu sản xuất.[24]
  - Trung tâm hội nghị quốc tế Dubai được xây dựng.
  - Cảng Jebel Ali khánh thành.
- 1980
  - Hội đồng khu tự quản Dubai được thành lập; Hamdan bin Rashid Al Maktoum trở thành chủ tịch.[13]
  - Đường E 11 (Abu Dhabi-Dubai) đã hoàn thành.
  - Báo Al Bayan bắt đầu xuất bản.[25]
  - Dân số: 265.702.[26]
- 1983
  - 17 tháng 5: Sheikha Latifa, vợ của nhà cai trị Sheikh Rashid qua đời.
  - Dubai Drydocks mở cửa.
  - 20 tháng 12: Khu miễn thuế Dubai khai trương.
- 1984
  - Sản xuất dầu tại mỏ trên bờ Margham bắt đầu.[24]
  - Người cai trị Sheikh Rashid quan tâm vấn đề sức khỏe yếu của mình; quyền lực chuyển sang các con trai của ông.[9]
- 1985
  - 9 tháng 1: Nghị định thành lập Khu tự do Jebel Ali ban hành.
  - Tháng 3: Hãng hàng không Emirates thành lập.
  - 25 tháng 10: Emirates thực hiện chuyến bay khai trương đến Karachi.
  - Đại học Y dược Dubai và Hiệp hội các nhà thầu UAE[27] được thành lập.
- 1989
  - Giải golf Dubai Desert Classic bắt đầu diễn ra.
  - 29 tháng 1: Dubai Airshow đầu tiên được khánh thành.
  - Phòng trưng bày Majlis mở cửa.[28]
- 1990
  - 7 tháng 10: Nhà cai trị của Dubai, Sheikh Rashid qua đời.
  - 8 tháng 10: Maktoum bin Rashid Al Maktoum trở thành người cai trị Dubai và Thủ tướng của UAE.[20]
- 1991
  - Thành lập Trung tâm Văn hóa và Di sản Juma al Majid.[29]  Lưu trữ ngày 29 tháng 1 năm 2019 tại Wayback Machine
  - Câu lạc bộ Golf & Du thuyền Dubai Creek khai trương.
  - Tháng 5: Cảng vụ Dubai được thành lập với sự hợp nhất hội đồng của JAFZA và cảng Rashid.
- 1992
  - Tập đoàn Majid Al Futtaim có trụ sở tại Dubai.
- 1995
  - 3 tháng 1: Sheikh Mohammed bin Rashid là hoàng tử của Dubai.
  - Đại học Hoa Kỳ ở Dubai được thành lập.
- 1996
  - 16 tháng 2: Lễ hội mua sắm Dubai được phát động.[30]
  - 27 tháng 3: Giải vô địch thế giới Dubai - giải đua ngựa thuần chủng bắt đầu. Người chiến thắng đầu tiên của nó là Cigar.
- 1997
  - Nhân giống chéo lạc đà đầu tiên trên thế giới thành công.[31]
  - Khách sạn Chicago Beach bị phá hủy.
  - Jumeirah (chuỗi khách sạn) có trụ sở tại Dubai.
- 1998 
  - Đại Thánh đường Hồi giáo được xây dựng lại.
  - Đại học Zayed thành lập.
- 1999
  - Câu lạc bộ báo chí Dubai hình thành.
  - Trung tâm quốc tế về nông nghiệp sinh học có trụ sở tại Dubai.
  - Tháng 12: Khách sạn Burj Al Arab khánh thành.
  - Nhà máy lọc dầu của Công ty Dầu khí Quốc gia Emirates bắt đầu hoạt động.
  - 29 tháng 10: Công bố dự án Dubai Internet City.
  - Thị trường bất động sản của Dubai lần đầu tiên được mở cho những người không phải từ GCC.
- 2000
  - 26 tháng 3: Thành lập thị trường tài chính Dubai.
  - 28 tháng 5: Đại học Hoa Kỳ ở Dubai khánh thành.
  - Nhà ga mới của sân bay Dubai được xây dựng.
  - Nakheel Properties có trụ sở tại Dubai.
  - Phát triển khu vực Al Barsha và Dubai Marathon bắt đầu.
  - Dubai Internet City khai trương.
  - 4 tháng 11: Dubai Media City khánh thành.

## Thế kỷ 21

### Những năm 2000
- 2001
  - 15 tháng 1: e-Junior bắt đầu phát sóng.
  - 1 tháng 5: Quần đảo nhân tạo Palm Jumeirah và Palm Jebel Ali được công bố.
  - Tháng 6: Xây dựng Palm Jumeirah bắt đầu.
- 2002
  - 9 tháng 1: Khu bảo tồn sa mạc Dubai và khu nghỉ dưỡng sinh thái Al Maha được thành lập.
  - 9 tháng 2: Dubai Knowledge Village đã công bố.
  - 16 tháng 2: Trung tâm tài chính quốc tế Dubai khánh thành.
  - Ngày 6 tháng 11: Khu kinh tế tự do Dubai Healthcare City trị giá 1,8 tỷ USD được công bố.
  - Trung tâm phát thanh truyền hình Trung Đông có trụ sở tại Dubai.
  - Bắt đầu xây dựng quần đảo nhân tạo Palm Jebel Ali.
  - Dân số: 1.089.000.
  - Trung tâm đa hàng hóa Dubai được thành lập.
- 2003
  - Tháng 9: Quỹ tiền tệ quốc tế họp tại Dubai.
  - Đài truyền hình Al Arabiya và truyền hình CNBC Arabiya bắt đầu phát sóng.
  - Hội đồng điều hành Dubai và Dubai Media Incorporated được thành lập.
  - Dubai Knowledge Village khai trương.
  - Giải vô địch quần vợt Dubai đầu tiên tổ chức.
  - Tháng 6: Khu vực sản xuất phương tiện truyền thông quốc tế (IMPZ) ra mắt.
  - 5 tháng 5: Dự án Thế giới (quần đảo) được công bố.
  - Xây dựng Dubai Festival City bắt đầu.
  - 12 tháng 5: Dự án Dubai Maritime City được công bố.
  - 16 tháng 6: Emirates đặt đơn hàng lớn nhất 19 tỷ đô la trong lịch sử hàng không cho 71 máy bay thân rộng.
  - Thành phố Nhân đạo Dubai được thành lập. (Sau này trở thành Thành phố Nhân đạo Quốc tế)
  - Báo 7days bắt đầu xuất bản.
- 2004
  - Dubai Autodrome mở cửa.
  - Kênh truyền hình Dubai One bắt đầu phát sóng.
  - Ốc đảo Dubai Silicon được khánh thành.
  - Dự kiến sân bay thứ hai được đặt tại Jebel Ali.
  - Tháng 9: Móng của tòa tháp cao nhất thế giới Burj Khalifa đã được xây dựng.
  - Tháng 10: Thành lập công ty đầu tư Dubai Holding.
  - Tháng 12: Liên hoan phim quốc tế Dubai khai mạc
  - Tháng 12: Công bố dự án phát triển Vịnh Business.
  - Tháng 12: Ra mắt Trường Chính phủ Dubai (Để trở thành Trường Chính phủ Mohammed bin Rashid).
- 2005
  - 27 tháng 1: Dubai tổ chức giải vô địch FEI World Endurance Riding đầu tiên, Dubai International Endurance City khai trương.
  - 7 tháng 3: Thành lập Ủy ban Thường trực về Lao động.
  - Báo Emirates Today bắt đầu xuất bản.
  - Dầu khí RAK có trụ sở tại Dubai.
  - Trung tâm mua sắm Emirates (với Ski Dubai) khai trương.
  - Dubai RTA (Cơ quan Giao thông và Đường phố Dubai) hình thành.
  - Sàn giao dịch vàng và hàng hóa Dubai khánh thành.
  - DP World thành lập từ việc sáp nhập Cảng vụ Dubai và Cảng Quốc tế Dubai.
  - Tháng 9: Công nhân xây dựng đình công.
  - Tháng 10: Cảnh sát Dubai giới thiệu đường dây nóng để công nhân báo cáo vấn đề lao động.
  - Tháng 11: Dự án Jebel Ali Airport City trị giá 8 tỷ USD đổi tên thành Trung tâm Thế giới Dubai.
- 2006
  - Tháng 1: Maktoum bin Rashid Al Maktoum qua đời ở Gold Coast, Úc.
  - Tháng 1: Mohammed bin Rashid Al Maktoum trở thành người thống trị Dubai và Phó Tổng thống UAE.
  - Tháng 2: Mohammed bin Rashid Al Maktoum trở thành Thủ tướng của UAE.
  - Tháng 2: Ra mắt Cơ quan Hàng không Vũ trụ Dubai trị giá 15 tỷ USD.
  - Tháng 2: Dubai International Academic City bắt đầu.
  - Tháng 3: Nhà điều hành cảng DP World mua lại P&O với giá 7 tỷ USD.
  - Tháng 3: Ủy ban nhà ở Hoa Kỳ bỏ phiếu 62-2 để chặn DP World vận hành các cảng của Hoa Kỳ. DP World thoái vốn chúng.
  - 21 tháng 3: Công nhân xây dựng bạo loạn.
  - 16 tháng 5: Công nhân xây dựng đình công.
  - Hội đồng Công trình Xanh Emirates có trụ sở tại Dubai.
  - Thành lập công ty đầu tư Dubai World.
  - Dân số: 1.354.980.
  - Cơ quan quản lý giáo dục của Dubai, Cơ quan Phát triển Tri thức và Con người (KHDA) thành lập.
  - Tháng 12: Taxi hồng chỉ dành cho phụ nữ đi vào phục vụ.
- 2007
  - Tháng 2: Telco mới 'Du' ra mắt.
  - Tháng 6: Phí đường bộ Salik (có nghĩa là 'rõ ràng') của Dubai có hiệu lực.
  - Tháng 6: Tập đoàn bất động sản Dubai thành lập.
  - Tháng 7: Cầu nổi mở cửa.
  - Tháng 8: Cơ quan quản lý bất động sản (RERA) thành lập.
  - Cầu vượt vịnh Business, ban đầu được đặt tên là cầu Ras Al Khor đã khánh thành.
  - Hội chợ nghệ thuật vùng Vịnh khai mạc.
  - Sheikh Mohammed công bố Kế hoạch chiến lược Dubai 2015, một chiến lược dài hạn cho thành phố.
  - Tiền thưởng giải vô địch thế giới Dubai tăng lên 10 triệu đô la.
  - Dubai Studio City khánh thành.
  - Dubai International City được xây dựng.
  - Tháng 9: Thành lập tổ chức từ thiện Dubai Cares. Động lực gây quỹ ban đầu tăng hơn 1 tỷ Dirham.
- 2008
  - Tháng 3: Cơ quan Văn hóa & Nghệ thuật Dubai thành lập.
  - Tháng 3: Cầu Maktoum mới khai trương.
  - 26 tháng 3: Vụ nổ Dubai 2008 ở Al Quoz.
  - Tháng 3: Hãng hàng không giá rẻ mới Fly Dubai đi vào hoạt động.
  - Dubai Sports City khai trương.
  - Tashkeel thành lập.
  - Nhà ga số 3 sân bay quốc tế Dubai được xây dựng.
  - 1.500 phòng Atlantis, The Palm đã ra mắt với 1.000 quả pháo hoa.
- 2009
  - Lễ mừng năm mới và lễ khai mạc Lễ hội mua sắm Dubai đã bị hủy bỏ trong tình đoàn kết với Gaza.
  - 29 tháng 3: Chechen Yamadayev bị sát hại ở Dubai.
  - Dubai Mall, trung tâm mua sắm lớn nhất thế giới, đã khánh thành.
  - 1 tháng 6: FlyDubai bắt đầu hoạt động.
  - Tháng 9: Red Line (Tàu điện ngầm Dubai) bắt đầu hoạt động.
  - Tháp Almas được xây dựng.
  - Tái cấu trúc Dubai World.

### Những năm 2010
- 2010
  - 4 tháng 1: Tòa nhà chọc trời Burj Khalifa mở cửa (cao nhất thế giới).
  - 19 tháng 1: Mahmoud Al-Mabhouh của Palestine bị ám sát.
  - 28 tháng 1: Trường đua Meydan khai mạc.
  - 4 tháng 2: Mỏ dầu mới ở phía đông mỏ Rashid được công bố, có tên Jalila.
  - 1 tháng 7: Sân bay quốc tế Al Maktoum bắt đầu hoạt động.
- 2011
  - Green Line (Tàu điện ngầm Dubai) bắt đầu vận hành tại ga Palm Deira (Dubai Metro).
  - Bảo tàng tư nhân Salsali thành lập.
  - 11 tháng 10: Emirates NBD tiếp quản Ngân hàng Dubai.
- 2012
  - Princess Tower và JW Marriott Marquis Dubai được xây dựng.
  - 21 tháng 3: Các dự án của Bảo tàng Nghệ thuật Hiện đại & Dubai Opera được công bố.
  - 12 tháng 6: Dubai chính thức triển khai gói thầu cho Expo 2020.
  - Ngày 30 tháng 11: Khôi phục 'Union House', nơi hiệp ước UAE được ký kết năm 1971.
- 2013
  - 13 tháng 2: Dự án đảo Bluewaters trị giá 1,5 tỷ đô la được công bố, bao gồm vòng đu quay lớn nhất thế giới.
  - 4 tháng 3: Sheikh Mohammed thành lập Quỹ Văn học Emirates, bao gồm Trung tâm Nhà văn Quốc tế Dubai.
  - Xây dựng đồn cảnh sát Al Barsha.
  - The Mine (thư viện ảnh) mở ra.
  - Tháng 10: Sheikh Mohammed công bố Kênh đào Dubai.
  - Dân số: 2.214.000.
  - 27 tháng 11: Dubai và UAE thắng thầu World Expo 2020.
- 2014
  - Tháng 2: Dubai ra mắt giải thưởng 'Drone for Good' trị giá 1 triệu đô la.
  - 5 tháng 7: Công viên giải trí trong nhà và trung tâm mua sắm lớn nhất thế giới, dự án Mall of the World rộng gần 4,5 triệu mét vuông được công bố.
  - 16 tháng 7: Thành lập Cơ quan Vũ trụ UAE và khởi động sứ mệnh sao Hỏa được công bố.
  - 8 tháng 9: Dubai ra mắt Trung tâm đổi mới Chính phủ Mohammed bin Rashid.
  - 27 tháng 10: Dubai công bố khoản đầu tư 1,2 tỷ đô la đổi mới khu tự do TECOM.
  - 17 tháng 12: Chiến lược phát triển Kế hoạch Dubai 2021 Lưu trữ ngày 9 tháng 2 năm 2019 tại Wayback Machine được công bố.
  - Opera Grand, tòa tháp đầu tiên ở Quận Dubai Opera House khai trương.
- 2015
  - Quy định về xe đạp ban hành.
  - 6 tháng 5: Tàu thăm dò sao Hỏa của UAE có tên Hope.
- 2016
  - Tháng 11: Sheikh Mohammed khánh thành Kênh đào Dubai.
- 2017
  - 1 tháng 5: Dubai Font, phông chữ riêng của Dubai, đã được đưa ra.
  - 21 tháng 11: Công viên Dubai Safari mở cửa cho công chúng.
- 2018
  - Ngày 1 tháng 1: Dubai Frame, điểm thu hút mới của thế giới năm 2018.